# Местников, Тарас Павлович
Тарас Павлович Местников (9 февраля 1904 — 7 октября 1957) — советский актёр и театральный деятель, народный артист Якутской АССР (1957), директор Якутского театра.

## Биография
Родился Тарас Павлович в 1904 году в Бахсытском наслеге, ныне Чурапчинского улуса Республики Саха (Якутия), в крестьянской семье.
В 1927 году завершил обучение в Якутском педагогическом техникуме. Является одним из первых якутских актёров. С момента организации якутской трупы вошёл в её состав в 1925 году.
С 1930 по 1947 годы работал артистом, был директором Якутского национального театра им. П. А. Ойунского (1930—1938, 1940—1947, 1955—1957 гг.).
В 1938 году органами НКВД против Тараса Павловича было возбуждено уголовное дело. Актёр подвергся аресту. 8 августа 1939 года был осуждён, но Верховный суд отменил этот приговор отправив дело на новое расследование. В 1940 году решением внутренних органов преследование было прекращено.
С 1948 по 1955 годы был руководителем народных коллективов Нюрбинского колхозного, Русского драматического театров. Работал ответственным редактором музыкального вещания на Якутском радио.
Играл различные характерные роли: Бубнов («На дне»), Багрынь («Большевик Василий» Ойунского), Бырдахов («Злой дух» Неустроева), Бедный Яков (о. п. Софронова), Бывший («От колонии к коммуне» Мординова) и другие. Владел хорошим тембром голоса, был исполнителем партий Ньюргун Боотура и Юрюн-Уолана («Ньюргун Боотур» Жиркова и Литинского).
Автор переводов на якутский язык пьесы «Мать своих детей» Афиногенова, «Хитрый Будамшу» Шагшина. Член Коммунистической партии СССР с 1931 года.
Проживал в городе Якутске. Умер 7 октября 1957 года.

## Награды
- Народный артист Якутской АССР (1957).
- Заслуженный артист Якутской АССР (1947).